# Neerijnen (gemeente)
Neerijnen (uitspraakⓘ) is een voormalige gemeente in de Nederlandse provincie Gelderland. De gemeente besloeg een oppervlakte van 73,01 km². Op 1 januari 2019 is de gemeente Neerijnen met Geldermalsen en Lingewaal samengevoegd tot de nieuwe gemeente West Betuwe.
De gemeente lag in de Tielerwaard, het landschap dat tussen Gorinchem en Tiel wordt omsloten door de Waal en de Linge. Het gemeentehuis was gevestigd in in Kasteel Neerijnen in het  gelijknamige dorp.
De gemeente is ontstaan op 1 januari 1978 en was een samenvoeging van de gemeenten Haaften, Waardenburg, Est en Opijnen, Varik en Ophemert.

## Kernen
- Est
- Haaften
- Heesselt
- Hellouw
- Neerijnen
- Ophemert
- Opijnen
- Tuil
- Varik
- Waardenburg

### Topografie
Topografische gemeentekaart van Neerijnen

## Gemeenteraad
De gemeenteraad van Neerijnen bestond uit 15 leden. Na de verkiezingen van 1994 was de samenstelling:
| Partij            | 1994 | 1998 | 2002 | 2006 | 2010 | 2014 |
| SGP               | 2    | 2    | 2    | 3    | 3    | 3    |
| Gemeente Belangen |      | -    | -    | 2    | 3    | 3    |
| Voor Neerijnen    | -    | -    | -    | -    | -    | 3    |
| VVD               | 3    | 4    | 4    | 3    | 3    | 2    |
| CDA               | 4    | 4    | 4    | 3    | 3    | 2    |
| PvdA              | 5    | 5    | 5    | 4    | 2    | 2    |
| Lijst Beukers     | -    | -    | -    | -    | 1    | -    |
| Overigen          | 1    | -    | -    | -    | -    | -    |
| Totaal            | 15   | 15   | 15   | 15   | 15   | 15   |

## Aangrenzende gemeenten
| Aangrenzende gemeenten | Aangrenzende gemeenten | Aangrenzende gemeenten | Aangrenzende gemeenten | Aangrenzende gemeenten |
| ---------------------- | ---------------------- | ---------------------- | ---------------------- | ---------------------- |
|                        |                        | Geldermalsen           |                        | Tiel                   |
|                        |                        |                        |                        |                        |
| Lingewaal              | West Maas en Waal      |                        |                        |                        |
|                        |                        |                        |                        |                        |
| Zaltbommel             |                        | Maasdriel              |                        |                        |